# Misawa
Misawa (三沢市, Misawa-shi) är en japansk stad i prefekturen Aomori på den norra delen av ön Honshū.
Folkmängden uppgår till cirka 41 000 invånare. Staden är belägen vid Stilla havets kust och har en militärbas som tillhör USA:s flygvapen och Japans självförsvarsstyrkor.
Misawa fick stadsrättigheter 1 september 1958.